# Südrussischer Arbeiterbund
Der Südrussische Arbeiterbund (russisch Южнороссийский союз рабочих) war die erste Arbeiterorganisation in Russland.
Der Bund wurde ab 1875 in Odessa von dem revolutionären Intellektuellen Jewgeni Saslawski (1844–1878) organisiert. Dem Bund, der in Rostow, am Don, in Charkow, Orjol und Taganrog Anhänger besaß, gehörten ungefähr zweihundert Arbeiter an. Die Organisation wurde später durch die zaristische Polizei zerschlagen.
Das Ziel des Bundes war „die Idee der Befreiung der Arbeiter vom Joch des Kapitals und der privilegierten Klassen zu propagieren“ und die Arbeiter für den „künftigen Kampf gegen die bestehende ökonomische und politische Ordnung“ zu vereinigen. Die damalige Ideologie der Volkstümler war auf den Bund beeinflussend. Zum Beispiel beschlossen die Mitglieder des Bundes, sich in den Dörfern anzusiedeln, um unter den Bauern zu agitieren.